# Igrok
Igrok (en rus Игрок, El jugador) és una òpera de quatre actes amb música i llibret de Serguei Prokófiev, basada en El jugador de Fiódor Dostoievski. Es va estrenar el 29 d'abril de 1929 al Théâtre Royal de la Monnaie de Brussel·les.

## Origen i context
Albert Coates, del Teatre Mariinski, va animar a Prokófiev a escriure aquesta òpera i li va prometre que s'estrenaria en aquest teatre. Prokófiev escrigué l'òpera en partitura per a piano i acabà l'orquestració el gener de 1917. El director d'escena devia ser Vsevolod Meyerhold. Tanmateix, amb l'esclat de la Revolució de Febrer de 1917, aquesta producció no arribà a realitzar-se.

## Representacions
L'òpera no es pogué estrenar fins a l'any 1929, després d'una revisió de l'any 1927, al Théâtre Royal de la Monnaie, Bèlgica.
L'Òpera Bolxoi representà l'òpera al Metropolitan Opera de Nova York, l'any 1975, i el Metropolitan Opera feu la seva pròpia producció el març de 2001. La versió original de l'opera es representà, finalment, al Teatre Bolxoi de Moscou, l'any 2001, dirigida per Guennadi Rojdéstvenski. A Catalunya arribà el 26 de juny de 2010 al Gran Teatre del Liceu de Barcelona.

## Personatges
| Personatge                                 | Tessitura    | Repartiment a l'estrena Brusseles, 29 d'abril de 1929 (Director: Corneil de Thoran) |
| ------------------------------------------ | ------------ | ----------------------------------------------------------------------------------- |
| Alexei, tutor de la família del General    | Tenor        | José Lens                                                                           |
| Polina (Pauline), fillastra del General    | Soprano      | Lily Lebalanc                                                                       |
| El General                                 | Baix         | Milorad Yovanovitch                                                                 |
| Blanche                                    | Mezzosoprano | Yvonne Andry                                                                        |
| El marquès                                 | Tenor        | G. Rambaud                                                                          |
| Mr. Astley                                 | Baríton      | Emile Colonne                                                                       |
| La baronessa                               |              | Mme Nayaert                                                                         |
| El baró                                    | Baix         | Georges Clauzure                                                                    |
| L'àvia ("Babulenka"), La tieta del General | Mezzosoprano | Simone Ballard                                                                      |
| Príncep Nilski                             | Tenor        | H. Marcotty                                                                         |

## Enregistrament
| Any Versió           | Repartiment | Director, Cor i orquesrta                                                                                                   | Discogràfica                  |
| -------------------- | --- | --- | ----------------------------- |
| 1966 Versió revisada | Vladímir Makhov, Gennadi Troitskio, Nina Poliakova, Tamara Antipova                                                              | Guennadi Rojdéstvenski, Cor de l'Òpera de la Radio de toa la Unió, Orquestra Simfònica de la Radiotelevisió de tota la Unió | CD: Melodiya Cat: CD 10 01271 |
| 1996 Versió revisada | Nikolai Gassiev, Liubov Kazarnovskaia, Marianna Taràssova, Valeri Lébed, Serguéi Aleksashkin, Vladímir Galusin, Elena Obraztsova | Valeri Guérguiev, Orquesta Kirov del Teatre Mariïnski                                                                       | CD: Philips Cat: 454 559      |
| 2001 Versió original | Mikhaïl Urussov, Olga Guriakova, Leonid Zimnenko, Elena Manistina, Pavel Kudriavtxenko, Vladislav Verestnikov, Evgenia Segeniuk  | Guennadi Rojdéstvenski, Solistes de l'Òpera del Bolxoi; Orquestra del Teatre Bolxoi                                         | CD: Exton Cat: OVCL-00155     |